# ハッピーワン
ハッピーワンは、北海道の苫小牧市を中心にかつて展開していたホームセンター。

## 概要
苫小牧市内にて石油販売事業などを展開していたフジタ産業株式会社が、事業の多角化でホームセンター事業を始めることになり、1985年7月20日、若草町の本社敷地内にパッピーワン若草店を開店した。その後、消費者のニーズに応えるには手狭になり、桜木町に大型店を建てる計画であったが、地権者との折り合いがつかず、1986年1月に日新町にある日軽金の用地を買収し、1988年12月1日に糸井店をオープン。以降、苫小牧市を中心に展開し、ピーク時には6店舗を展開していた。
2010年9月27日、苫小牧市柳町の商業複合施設HA•RERU TOWN（ハ・レルタウン）の核テナントとしてPRO＆POP HA・RERUタウンがオープンした。
2014年、市内にコメリの進出が予定されるなど競争の激化に伴い、主力の石油、ガス販売事業などに集中するため、ハッピーワン3店舗と従業員93人（パート社員53人含む）を当時苫小牧市内に4店舗を展開していたホーマックに譲渡した。

## 店舗
ホーマックに継承された店舗
- Pro&POP HA・RERUタウン　苫小牧市柳町2丁目3-7

2014年10月30日ホーマック柳町店が開店。2015年6月28日閉店。
- 糸井店　北海道苫小牧市日新町2丁目1-35

2014年10月30日ホーマック日新店が開店。
- 浦河店　北海道浦河郡浦河町堺町東6丁目493

2014年10月23日ホーマック浦河店が開店。
かつて存在した店舗
- 若草店　北海道苫小牧市若草町5丁目3−9[8]
- 恵庭店　北海道恵庭市恵み野西3丁目1−9[8]
- 沼ノ端店　北海道苫小牧市東開町5丁目13−17[8]
- 富川店　北海道沙流郡日高町富川南2丁目2−21[8]